# Emil Hansson (handbollsspelare född 1996)
Emil Magnus Hansson, född 24 april 1996 i Kristianstad, är en svensk handbollsspelare (högersexa). Han har spelat 62 U-landskamper och gjort 151 mål för U19- och U21-landslagen.
Emil Hansson spelade först som ishockeymålvakt. 2010 började han spela handboll, som 14-åring i Näsby IF. Han fick uppmuntran från sin storebror Oskar Hansson, som spelade handboll i OV Helsingborg HK. Under åren 2013 till 2016 spelade han för IFK Kristianstad, mest för ungdomslaget men spelade fåtal matcher med seniorerna. Säsongen 2015/16 hade han ett lärlingskontrakt med seniorlaget, men fick inte mycket speltid. Han slog sedan igenom efter att ha bytt lag till ligakonkurrenten Eskilstuna Guif 2016. Han spelade där fram till 2019 då han bytte till OV Helsingborg HK.
2021 skrev han på ett ettårigt kontrakt för tyska Bergischer HC. 2022 började han spela för TIF Viking i norska andraligan, och blev sedan inför sommaren 2023 värvad av norska Drammen HK i högsta serien.